# LPGA of Korea Tour
De LPGA of Korea Tour is een professioneel golftour voor vrouwen in Zuid-Korea, dat georganiseerd wordt door de "Korea Ladies Professional Golf Association" (KLPGA). De KLPGA richtte in 1978 de tour op en is tot het heden een van de vijf belangrijkste golftours bij de vrouwen.

## Tour
In 1978 begon het eerste officiële golfseizoen van de LPGA of Korea Tour. Tot op het heden vinden alle golftoernooien plaats in Zuid-Korea. Af en toe worden er golftoernooien plaatsgevonden in enkele Aziatische landen zoals China.
De KLPGA erkent op dit moment vier eigen majors op de LPGA of Korea Tour:
- KLPGA Championship (Korean LPGA Championship), opgericht in 1978 en tevens het oudste golftoernooi van het land
- Korea Women's Open, opgericht in 1987
- Hite Championship, opgericht in 2000
- KB Star Championship, opgericht in 2006

## Order of Merit
De Order of Merit werd in 1982 voor het eerst ingevoerd.
| Jaar | Winnares        | Won (₩)         |
| ---- | --------------- | --------------- |
| 1982 | Ku Ok-hee       | 1.250.000       |
| 1983 | Kang Choon-ja   | 1.500.000       |
| 1984 | Bae Sung-soon   | 1.880.000       |
| 1985 | Jung Kil-ja     | 4.495.000       |
| 1986 | Jung Kil-ja     | 8.475.000       |
| 1987 | Kang Choon-ja   | 9.450.000       |
| 1988 | Jung Kil-ja     | 13.075.000      |
| 1989 | Ko Woo-soon     | 27.000.000      |
| 1990 | Ko Woo-soon     | 49.708.252      |
| 1991 | Ko Woo-soon     | 60.233.150      |
| 1992 | Ko Woo-soon     | 46.489.700      |
| 1993 | Lee Oh-soon     | 61.846.920      |
| 1994 | Lee Oh-soon     | 86.465.825      |
| 1995 | Lee Oh-soon     | 92.135.664      |
| 1996 | Pak Se-ri       | 242.689.090     |
| 1997 | Kim Mi-hyun     | 183.045.147     |
| 1998 | Kim Mi-hyun     | 68.066.667      |
| 1999 | Chung Il-mi     | 105.531.980     |
| 2000 | Chung Il-mi     | 138.370.500     |
| 2001 | Kang Soo-yun    | 179.867.500     |
| 2002 | Lee Mee-na      | 173.008.333     |
| 2003 | Kim Ju-mi       | 132.251.000     |
| 2004 | Song Bo-bae     | 176.223.690     |
| 2005 | Niet uitgereikt | Niet uitgereikt |
| 2006 | Shin Ji-yai     | 374.054.333     |
| 2007 | Shin Ji-yai     | 674.541.667     |
| 2008 | Shin Ji-yai     | 765.184.500     |
| 2009 | Seo Hee-kyung   | 663.759.286     |
| 2010 | Lee Bo-mee      | 557.376.856     |
| 2011 | Kim Ha-neul     | 524.297.417     |
| 2012 | Kim Ha-neul     | 458.898.803     |
| 2013 | Jang Ha-na      | 689.542.549     |